# Aleksander Ignacy Lubomirski
Aleksander Ignacy Lubomirski herbu Szreniawa bez Krzyża, książę, (ur. 11 sierpnia 1802 w Krakowie, zm. 12 czerwca 1893 w Paryżu) – finansista, filantrop.

## Życiorys
Był najmłodszym dzieckiem generała Franciszka Ksawerego Lubomirskiego i jego trzeciej żony Marii Naryszkin, wnukiem Stanisława Lubomirskiego, wojewody kijowskiego i bracławskiego.
W 1823 roku ożenił się z Julią Radziwiłłówną, wnuczką Stanisława Radziwiłła, podkomorzego litewskiego. Dorobił się wielkiego majątku inwestując w akcje Kompanii Sueskiej. Zmarł bezpotomnie. Pochowany jest na cmentarzu Père-Lachaise w Paryżu.

## Fundacje Księcia Lubomirskiego
- Fundacja księcia Aleksandra Lubomirskiego – Schronisko dla Chłopców w Krakowie przy ulicy Rakowickiej 27

W 1885 roku książę Lubomirski przekazał władzom autonomicznej Galicji kwotę 2 mln franków na cele dobroczynne; darowizna ta została wykorzystana na ufundowanie zakładu wychowawczego dla chłopców (obecnie Gmach Główny Uniwersytetu Ekonomicznego w Krakowie).
- Fundacja księcia Aleksandra Lubomirskiego - Schronisko dla Dziewcząt „Józefów” w Krakowie

W 1889 roku książę Lubomirski złożył na ręce kard. Albina Dunajewskiego duży fundusz na cel dobroczynny, z którego w 1889 roku zakupiono kilkanaście hektarów pola we wsi Łagiewniki pod Krakowem, a następnie wybudowano zakład dla dziewcząt moralnie zaniedbanych, kaplicę i klasztor dla Zgromadzenia Sióstr Matki Bożej Miłosierdzia. Całą posesję otoczono murowanym parkanem i nazwano Józefowem ku czci św. Józefa, któremu siostry przypisywały uproszenie tej fundacji dla prowadzenia swego dzieła apostolskiego.